# 昂尚站
昂尚站是法国的一个铁路车站，位于法国东北部市镇昂尚。

## 位置
昂尚站位于昂尚城区的西南部，默兹河左岸。车站大致呈东西走向，开口朝南。

## 车站概况
昂尚站是一个小型的乘降所，没有任何售票服务及设施，乘客需上车后主动购票或使用通勤卡。
昂尚站站内没有地下通道或天桥，前往上行方向站台（沙勒维尔-梅济耶尔方向）的乘客需跨越铁路正线，因此该站存在一定的安全隐患。

## 停靠线路
以下列车线路在努宗维勒站停靠：
| 昂尚站列车线路表       |              |        |        |              |
| 线路                   | 车种         | 上一站 | 下一站 | 大致运行频率 |
| 沙勒维尔-梅济耶尔—济韦 | 法国大区列车 | 莱富尔 | 勒万   | 每天5~9趟    |
| 1.                     |              |        |        |              |

## 配套交通

### 大巴车
昂尚站对应的大巴车上下车地点位于车站西北侧，默兹河大桥的北侧路口附近，距离昂尚站大约250米。当某条铁路线施工或罢工时，SNCF会提供途径该线路沿途站点的大巴车。

### 市内交通
昂尚站暂无城市公共交通服务。

## 临近车站
| 昂尚站（Gare d'Anchamps）      |                  |          |
| 上行车站                       | 线路             | 下行车站 |
| 莱富尔站                       | 苏瓦松－济韦铁路 | 勒万站   |
| - 本表仅显示运营中的线路及车站 |                  |          |